# Donja Banda
Donja Banda naselje je u sastavu općine Orebić na poluotoku Pelješcu u Dubrovačko-neretvanskoj županiji. Sastoji se od nekoliko zaselaka: Prizdrina, Zakamenje, Županje selo, Zakotorac, Golubinica, Košarni do i Zagruda. Ovi su zaseoci povijesno značajni dio poluotoka s crkvicama, grobljima, ilirskim gomilama te specifičnim načinom gradnje kuća. 

## Zemljopisni položaj
Donja Banda se nalazi uz županijsku cestu koja vodi do mjesta Orebić (od Potomja do Mokala). Sastoji se od sedam zaseoka: Prizdrina, Zakamenje, Županje Selo, Zakotorac, Košarnji Do, Golubinica i Postup.

## Stanovništvo
Prema popisu stanovništva iz 2001. godine u Donjoj Bandi u svim zaseocima obitava 170 stanovnika.
| broj stanovnika | 443   | 381   | 370   | 358   | 384   | 376   | 256   | 305   | 268   | 270   | 266   | 255   | 220   | 194   | 170   | 149   | 154   |
|                 | 1857. | 1869. | 1880. | 1890. | 1900. | 1910. | 1921. | 1931. | 1948. | 1953. | 1961. | 1971. | 1981. | 1991. | 2001. | 2011. | 2021. |

## Gospodarstvo
Mještani Donje Bande se bave poljodjelstvom i uzgojem čuvene sorte vinove loze Plavac mali od kojeg proizvode najkvalitetnija vrhunska vina Dingač, Postup i Plavac zaštićenog geografskog porijekla. U mjestu se nalazi poljoprivredna zadruga Postup.

## Vanjske poveznice
- TZ Orebić - Donja Banda  Arhivirana inačica izvorne stranice od 21. siječnja 2010. (Wayback Machine)